# Église Saint-Rémi d'Ormes
Pour les articles homonymes, voir Église Saint-Rémi et Saint-Rémi.
L'église d'Ormes est une église construite au XIIe siècle, dédiée à saint Rémi et située dans la Marne.

## Historique
L’église, d’architecture romane, date du XIIe siècle ; elle est classée aux monuments historiques et a subi d'importants dégâts lors de la Première Guerre mondiale.

## Architecture
La nef romane est plafonnée et son chœur a une abside en cul-de-four. Elle a conservé sa tour romane à la croisée des transepts.

## Images
En l'église se trouvent une statue de Remi de Reims, Barbe d'Héliopolis, saint Fiacre et Marie à l'Enfant qui sont classées.

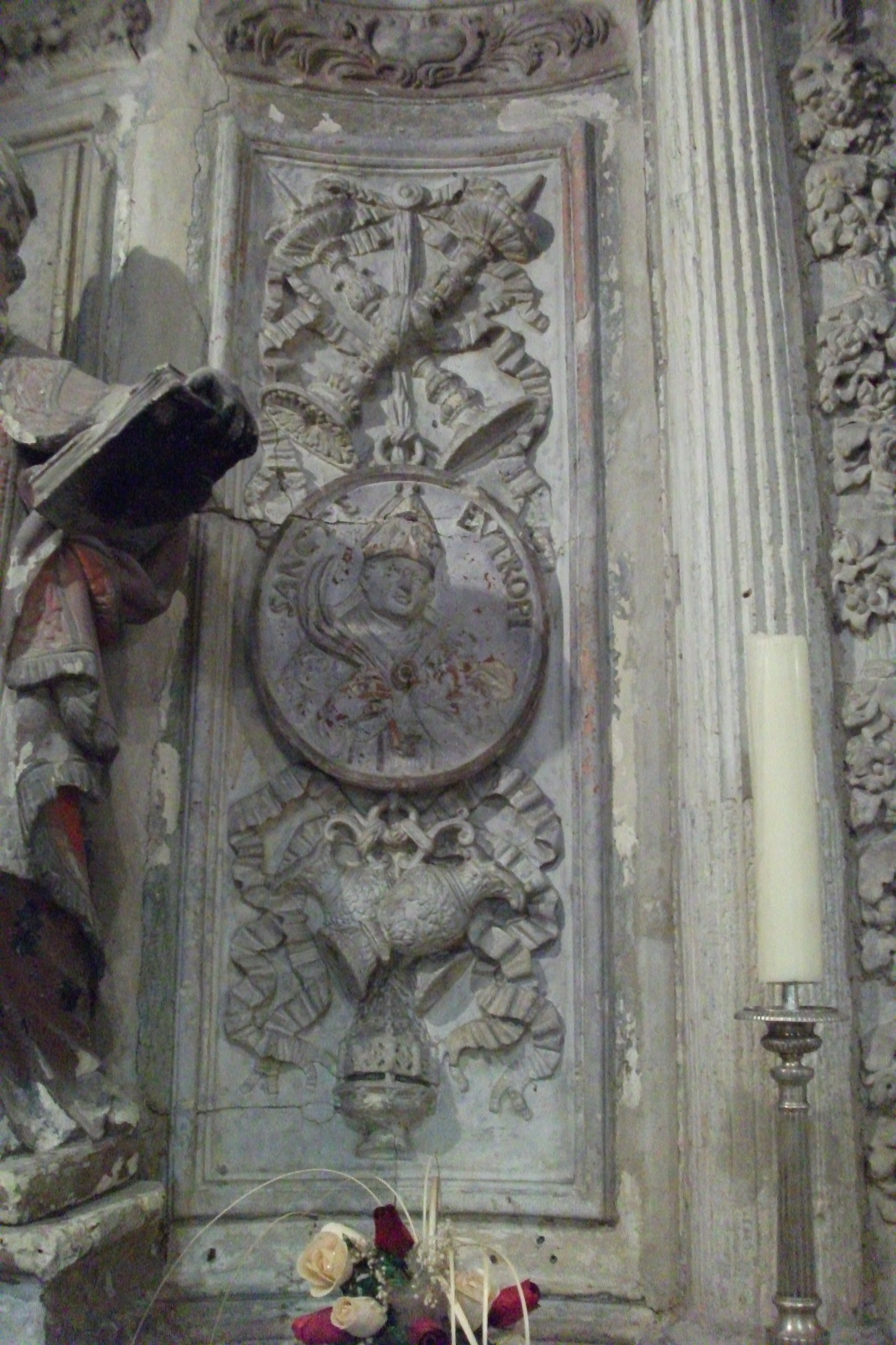
Saint Eutrope en bas-relief.
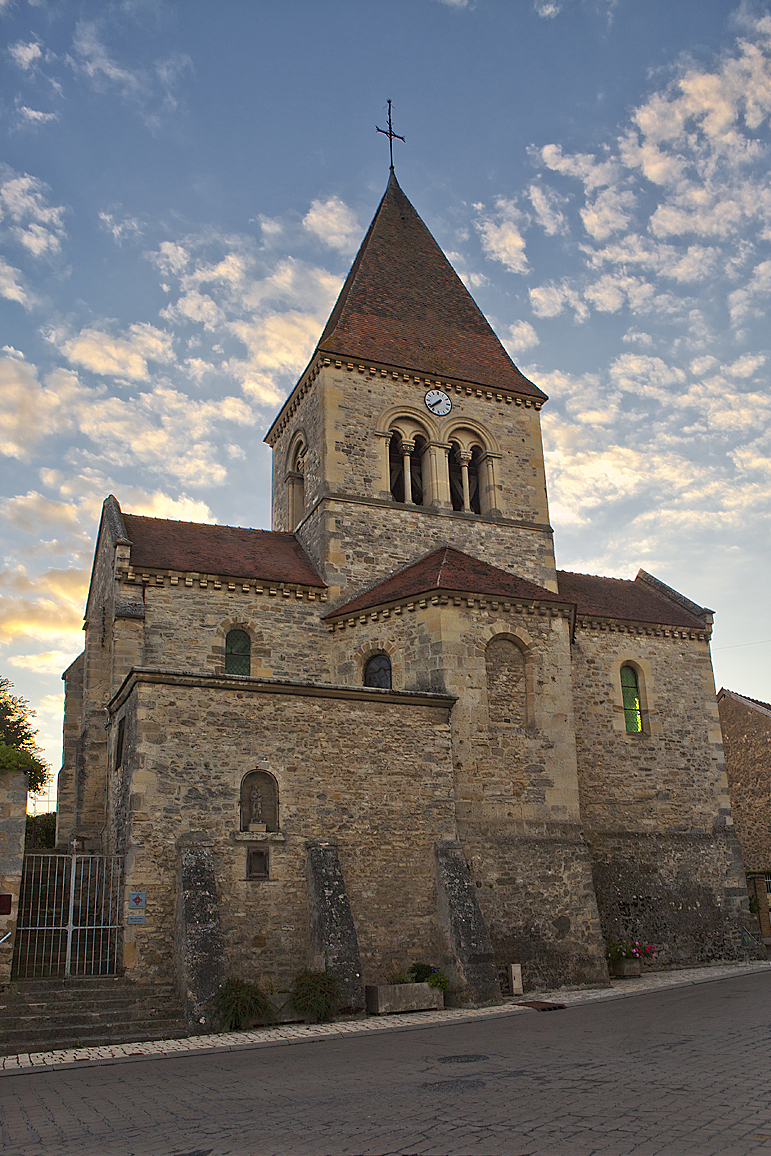
Clocher, chevet et transept.
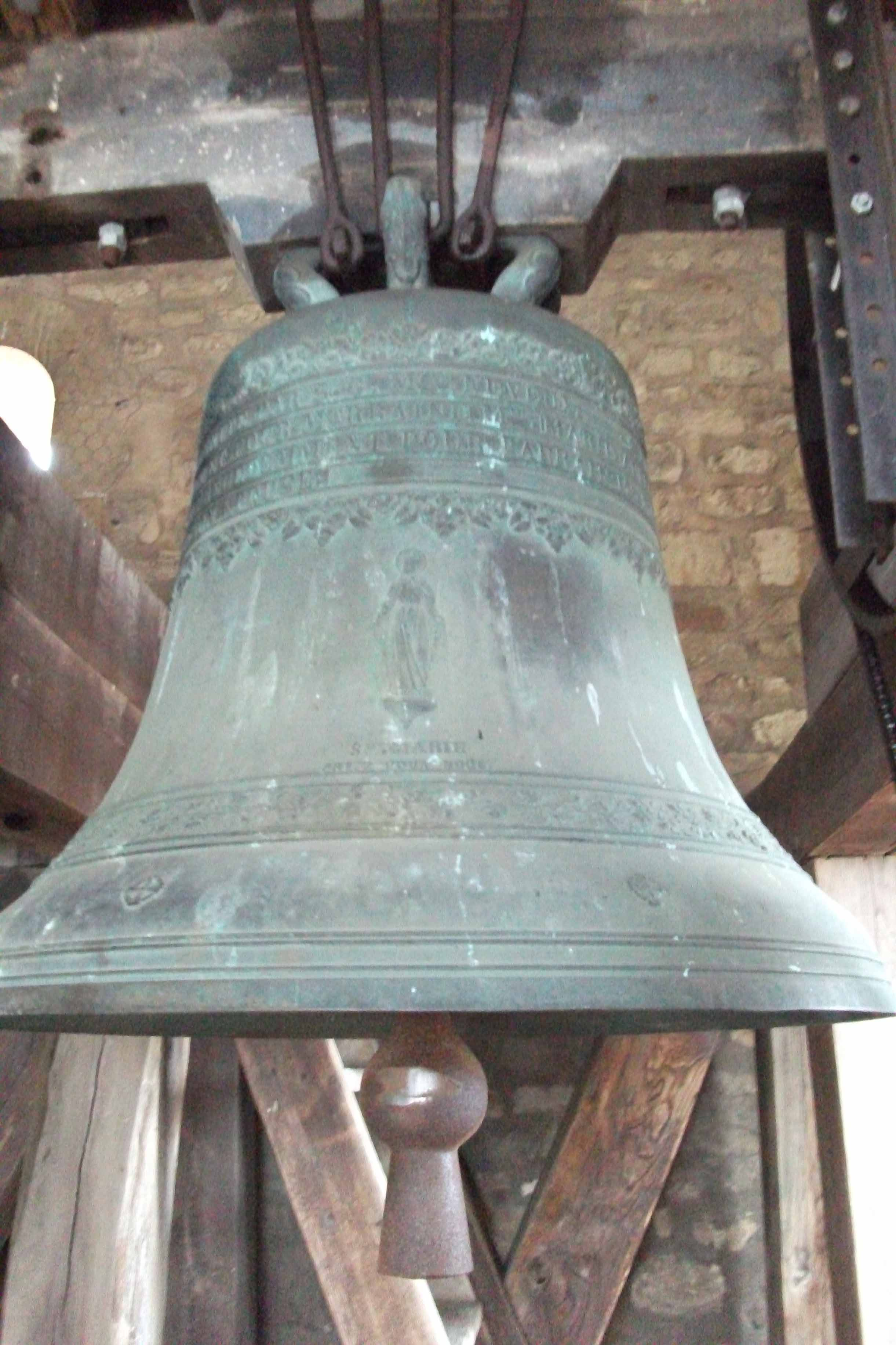
Cloche.
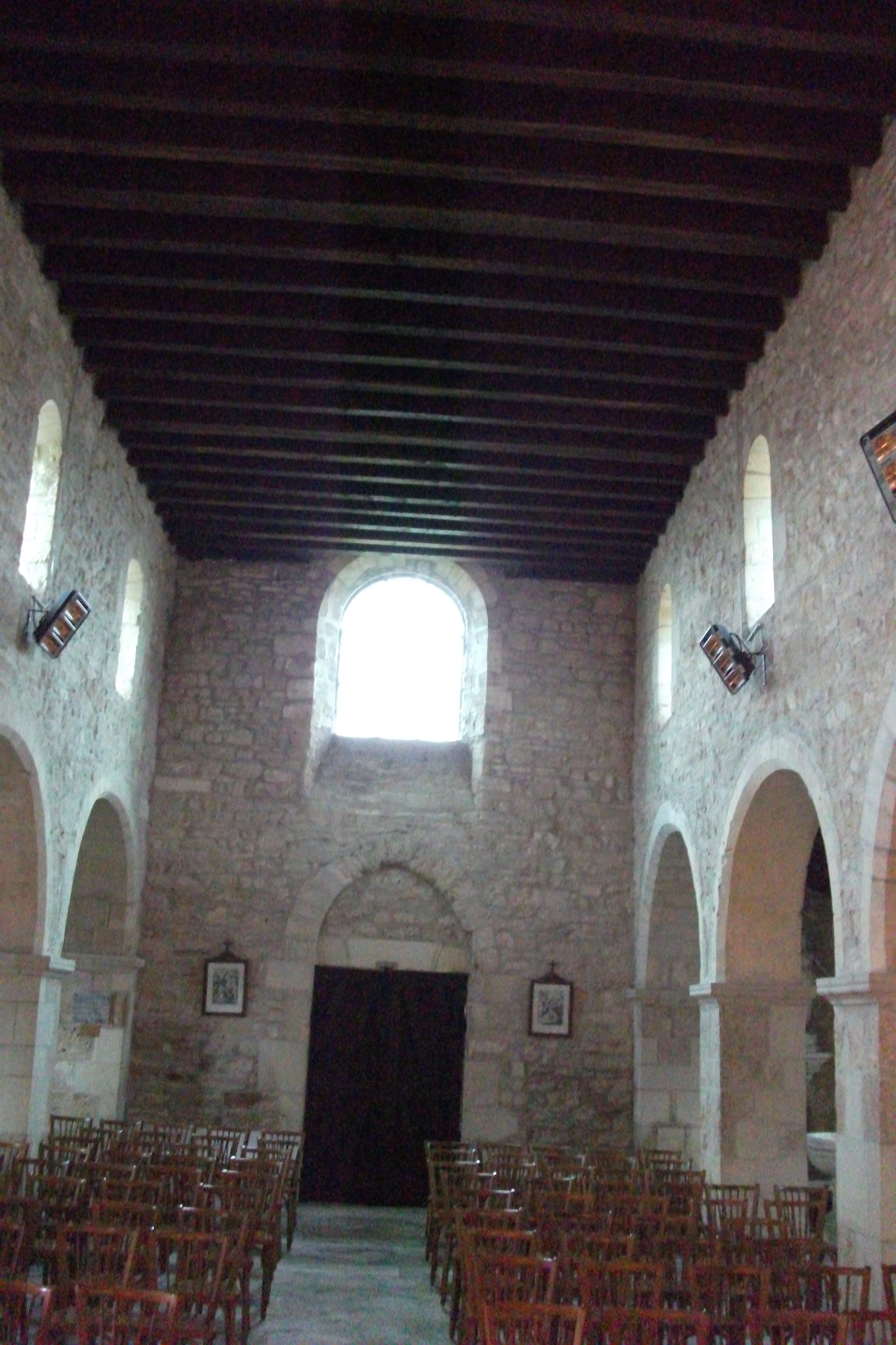
La nef.
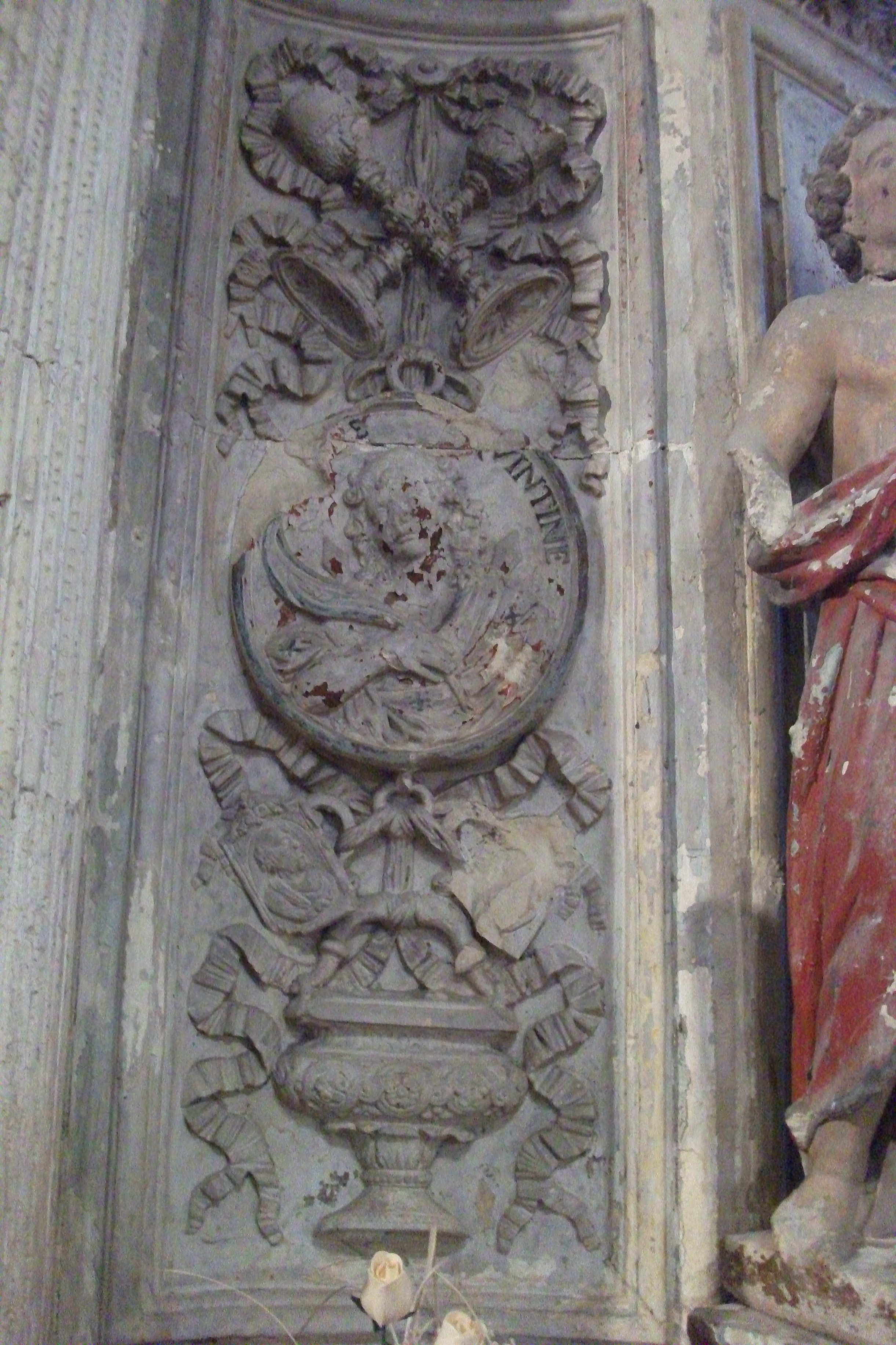
Sainte Quintine en bas-relief.
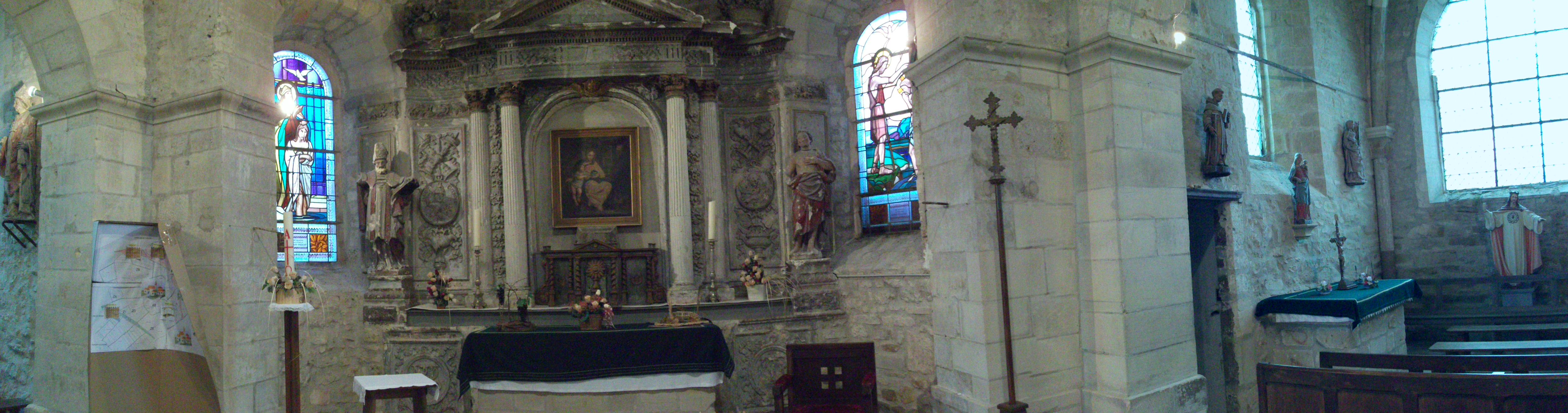
Le retable classé[3] de l'autel, le chevet et le transept.